# Partit judicial
Un partit judicial a Espanya és cadascuna de les divisions territorials que estableix l'administració de justícia, habitualment integrades per un o més d'un municipi d'una mateixa província, on té la seu en el cap de partit o capital un o més d'un jutjat de primera instància i instrucció, amb jurisdicció sobre tota la divisió territorial esmentada. Els partits judicials existeixen des de la reorganització territorial espanyola de mitjan segle xix. La major part fou creada el 1834,
derivada de la divisió territorial d'Espanya de 1833 però alguns ho foren en els anys posteriors. Anteriorment, l'administració de justícia requeia en els corregidors i alcaldes majors i ordinaris, i més anteriorment, en els batlles i senyors.

## Partits judicials a Catalunya

Partits Judicials de la Província de Barcelona

Partits Judicials de la Província de Girona

Partits Judicials de la Província de Lleida

Partits Judicials de la Província de Tarragona

### Província de Barcelona
1. Martorell
2. Manresa
3. Granollers
4. Mataró
5. Vic
6. Arenys de Mar
7. Igualada
8. Berga
9. Vilafranca del Penedès
10. Badalona
11. Barcelona (seu de l'Audiència Provincial)
12. Sant Boi de Llobregat
13. Sabadell
14. Vilanova i la Geltrú
15. Terrassa
16. Sant Feliu de Llobregat
17. L'Hospitalet de Llobregat
18. Santa Coloma de Gramenet
19. Cerdanyola del Vallès
20. Cornellà de Llobregat
21. Gavà
22. Mollet del Vallès
23. Esplugues de Llobregat
24. Rubí
25. El Prat de Llobregat

### Província de Girona
1. Figueres
2. Girona (seu de l'Audiència Provincial)
3. La Bisbal d'Empordà
4. Ripoll
5. Santa Coloma de Farners
6. Olot
7. Blanes
8. Sant Feliu de Guíxols
9. Puigcerdà

### Província de Lleida
1. Tremp (inclou l'antic partit judicial de Sort suprimit el 1967)
2. Balaguer
3. Cervera
4. Lleida (seu de l'Audiència Provincial, inclou l'antic partit judicial de les Borges Blanques, creat el 1908 i suprimit el 1965)
5. La Seu d'Urgell
6. Vielha e Mijaran
7. Solsona (partit judicial suprimit el 1972 i recuperat el 1989)

### Província de Tarragona
1. El Vendrell
2. Reus
3. Amposta
4. Valls
5. Gandesa
6. Tarragona (seu de l'Audiència Provincial)
7. Tortosa
8. Falset

## Partits judicials a les Illes Balears

Partits Judicials de les Illes Balears

1. Maó
2. Inca
3. Palma (seu de l'Audiència Provincial)
4. Manacor
5. Eivissa
6. Ciutadella de Menorca

## Partits judicials del País Valencià

### Província d'Alacant
1. Dénia
2. Alcoi

Partits judicials d'Alacant (amb municipis)

3. Alacant (seu de l'Audiència Provincial, compartida amb Elx)
4. Oriola
5. La Vila Joiosa
6. Elda
7. Villena
8. Elx (seu de l'Audiència Provincial, compartida amb Alacant)
9. Benidorm
10. Sant Vicent del Raspeig
11. Novelda
12. Ibi
13. Torrevella

### Província de Castelló

Partits judicials de Castelló (amb municipis)

1. Castelló de la Plana (seu de l'Audiència Provincial)
2. Sogorb
3. Vinaròs
4. Nules
5. Vila-real

### Província de València

Partits judicials de València (amb municipis)

1. Llíria
2. Gandia
3. Ontinyent
4. Torrent
5. Sueca
6. València (seu de l'Audiència Provincial)
7. Sagunt
8. Alzira
9. Carlet
10. Xàtiva
11. Requena
12. Catarroja
13. Montcada
14. Paterna
15. Quart de Poblet
16. Mislata
17. Massamagrell
18. Picassent